# Дычко, Леся Васильевна
Ле́ся Васи́льевна Дычко (род. 24 октября 1939, Киев) — советский и украинский композитор, Народная артистка Украины (1995), Заслуженный деятель искусств Украинской ССР (1982), лауреат Государственной премии УССР имени Т. Г. Шевченко (1989), лауреат премии «Киев» имени А. Веделя (2003).
Леся Дычко — один из ведущих хоровых композиторов Украины. Её произведения были широко представлены на хоровых фестивалях, конкурсах и в концертных программах мира: в США, Канаде, Франции, Великобритании, Германии, Нидерландах, Бельгии, Дании, Испании, Италии, Венгрии, Болгарии, Польше, России.

## Биография
Родилась 24 октября 1939 года в Киеве. 
Окончила Киевскую среднюю специальную музыкальную школу им. Лысенко в 1959 году. В 1964 году окончила Киевскую консерваторию (композиторский факультет по классу К. Ф. Данькевича и А. А. Коломийца). Училась у Константина Данькевича и Бориса Лятошинского. В 1971 году она училась у Николая Пейко. 
После окончания учебы Дычко работала композитором и учителем музыки, читала лекции в Киевском педагогическом институте с 1965 по 1966 год, в Киевской академии художеств с 1972 по 1994 год. В 1994 году она стала профессором Национальной музыкальной академии Украины, преподавала композицию и теорию музыки. Она также читает лекции в качестве приглашенного профессора в других университетах.
На протяжении ряда лет Л. В. Дычко была председателем фестиваля-конкурса хоровой музыки "Южная Пальмира", организатором и директором которого был известный одесский хормейстер Александр Зайцев.  

## Произведения
Главное место в творчестве Леси Дычко занимает хоровое творчество, в котором заметна связь с фольклором, обрядовостью и христианскими мотивами. Особое место занимает детская тематика; этот мир, по словам доктора искусствоведения Л. Кияновской, композитору удалось раскрыть «со всей непосредственностью и озарённостью детского виденья природы и жизни».

### Оперы
- «Золотослов» (1992)
- «Рождественское действо» (1998)

### Оратории
- «И нарекоша имя Киев» (1982)
- «Индия — Лакшми» (1989)

### Симфонии
- «Ветер революции» (1976)
- «Зеленое евангелие» (1990)

### Кантаты
- Рапсодия «Мысль» (1964)
- «Красная калина» (1968)
- «Времена года», слова народные (1973)
- «Карпатская», слова народные (1974)
- «Солнечный круг» на стихи Д. Чередниченко (1975)
- «Здравствуй, новый добрый день» на стихи Е. Авдиенко (1976)
- «Весна» на стихи Е. Авдиенко (1980)
- «Барвинок» на стихи С. Жупанина (1980)
- «Ода музыке» (1980)
- «В Киеве звезды» слова народные (1982)
- Ода «Довженко» (1984)

### Хоровые концерты
- «Край мой родной» на стихи Б. Олейника (1995—1998)
- «Французские фрески» (1995)
- «Испанские фрески» (1996—1999)
- «Швейцарские фрески» (2002)

### Хоровые поэмы
- «Голод — 33» на стихи С. Коломийца (1993)
- «Лебеди материнства» на стихи В. Симоненко (1996)

### Литургии
- «Торжественная Литургия» (2000—2002)

### Другие хоровые произведения
- Пять прелюдий в стиле «шань-шуй» — на стихи японских поэтов (1989)
- Псалом 67 (1999)
- Лунная фантазия стихи П. Мовчана (1999)

### Произведения для фортепиано
- «Украинские писанки» — полифонические вариации для фортепиано (1972)
- «Замки Луары» — пять пьес для фортепиано (1994)
- «Карпатские фрески» (1993)
- «Алькасар … Колокола Арагона» (1995)
- Парафраз на тему оперы «Золотослов» (2002)
- «Четыре времени года» (1993)
- «Детский альбом» (1992)

### Балет
- «Екатерина Билокур»

### Музыка к фильмам
- «Сказка про лунный свет» (мультфильм, 1968)
- «Осенняя рыбалка» (мультфильм, 1968)
- «Крымская легенда» (мультфильм, 1969)
- «Как Ёжик и Медвежонок встречали Новый год» (мультфильм, 1975)
- «Климко» (художественный фильм, 1983)

## Награды и звания
- Орден князя Ярослава Мудрого V степени (2009)[6]
- Орден «За заслуги» II степени (2017)[7]
- Орден «За заслуги» III степени (2008)[8]
- Орден княгини Ольги III степени (1999)[9]
- Народная артистка Украины (1995)[10]
- Заслуженный деятель искусств Украинской ССР (1982)[11]